# Lorenz Caviezel
Lorenz Caviezel war ein Zuckerbäcker aus Riga im heutigen Lettland und Sohn von Johann Caviezel.
Caviezel, dessen Familie im späten 18. Jahrhundert vom Deutschen ins Russische Reich ausgewandert war und in Riga eine Konditorei gegründet hatte, liess sich in Tallinn/Reval nieder und eröffnete dort am 23. September 1806 an der Langstraße 16 die erste Konditorei Estlands. Obwohl Caviezel mit seiner Familie aus geschäftlichen Gründen 1835 nach Riga zurückzog, wurde seine Konditorei weitergeführt: 1864 wurde sie von Georg Johann Stude (1839–1919) übernommen, der das noch heute existierende Café „Maiasmokk“ (dt. etwa „Schleckmaul“) gründete, welches wiederum später den Grundstein für die AS Kalev legte, heute der grösste Süsswarenhersteller Estlands.
Die Caviezel, ein in Graubünden in der Schweiz auch heute noch weitverbreitetes rätoromanisches Geschlecht, spalteten sich nach der Reformation wie viele andere Bündner Familien auch in einen katholischen und einen reformierten Zweig auf. Der reformierte Zweig wanderte in der zweiten Hälfte des 18. Jahrhunderts aus Reischen ins Deutsche Reich aus und hatte nach 1750 als Zuckerbäcker in Berlin, Leipzig und Anklam Erfolg. 
Johann Caviezel (1764–1824), der Vater von Lorenz, arbeitete bis 1787 in der väterlichen Konditorei in Anklam und übernahm 1796 in Riga eine ebenfalls von Auswanderern aus Graubünden gegründete Konditorei. Er kaufte 1805 zusammen mit seinem Bruder Heinrich das Rigahaus in Chur als Alterssitz. Er starb 1824 in Chur.
In Estland ist die Familie Caviezel insofern noch heute präsent, als Kalev seinen Ursprung auch in seinem Logo auf 1806 datiert.